# Фащенко Єлизавета Семенівна
Єлизавета Семенівна Фа́щенко (нар. 27 липня 1927, Сальськ — пом. 9 вересня 1998, Львів) — українська художниця декоративного мистецтва, член Спілки радянських художників України, заслужений діяч мистецтв України з 1992 року. Дружина кераміста Віталія Максименка, мати художника Альфреда Максименка.

## Біографія
Народилася 27 липня 1927 року в місті Сальську Ростовської області РРФСР. Навчалась в Львівському училищі прикладного мистецтва; у 1949—1953 роках — на кафедрі художнього тектилю Львівського інституту прикладного та декоративного мистецтва, де її викладачами були зокрема у Василь Цьонь Микола Бавструк, Василь Любчик.
Після здобуття фахової освіти працювала у Львівському будинку моделей, ткацькій майстерні Львівського художньо-виробничого комбінату. З 1965 року — викладач кафедри художнього текстилю Львівського інституту прикладного та декоративного мистецтва, згодом доцент. Жила у Львові, в будинку на вулиці Тернопільській, № 1 а, квартира № 25. Померла у Львові 9 вересня 1998 року.

## Творчість
Працювала в галузі художнього ткацтва. Створювала зразки масових художніх виробів — декоративних верет, скатерок, спідниць, доріжок, килимів, а також портретних і сюжерних килимів. Серед робіт килими і гобелени:
- «Іван Франко» (1954);
- «Сорок років Радянської влади» (1957);
- «Тарас Шевченко» (1963, вовна, ручне ткання);
- триптих «На панщині пшеницю жала» (1964, вовна, ручне ткання);
- «На оновленій землі» (1966, вовна, ручне ткання);
- «Володимир Ленін» (1969);
- «Леся Українка» (1970);
- «Карпати» (1989—1990).
- «Майська ніч» (1989—1990);
- «Симфонія тайги» (1992).

Авторка статей про народне декоративне мистецтво, зокрема: «Відродження народних традицій у художньому ткацтві радянського Львова» (1969).
Брала участь у республіканських виставках з 1960 року, всесоюзних — з 1963 року, зарубіжних — з 1959 року.
Роботи художниці зберігаються в музеях Києва, Львова, Москви.